# غزدان (مقام لنجة)
غزدان (بالفارسية: گزدان) هي مستوطنة تقع في إيران في بلدة شيبكوه. يقدر عدد سكانها بـ 116 نسمة .